# Camillo Crespi Balbi

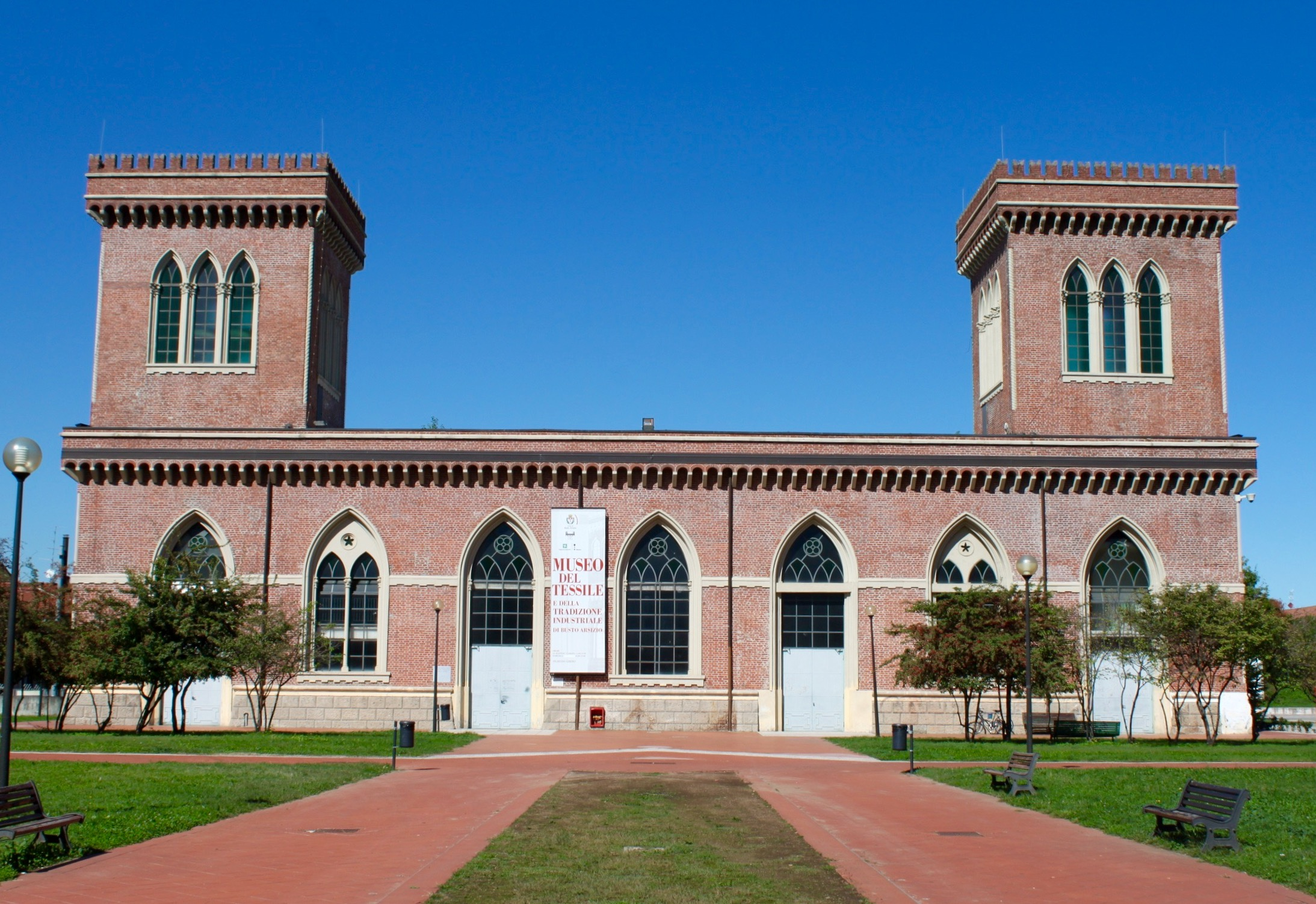
Museo del Tessile e della Tradizione Industriale di Busto Arsizio

Camillo Crespi Balbi, all'anagrafe semplicemente Camillo Crespi (1860 – 1932), è stato un architetto italiano. Il secondo cognome con cui è conosciuto, Balbi, era il cognome della nonna che fu aggiunto dal Crespi al suo vero cognome quando iniziò a lavorare a Busto Arsizio, dove il cognome Crespi è particolarmente diffuso, tanto che diverse famiglie in passato erano contraddistinte da soprannomi, in alcuni casi diventati parte integrante del cognome.

## Vita
Figlio di un ingegnere, dopo gli studi al Politecnico di Milano con Camillo Boito, Camillo Crespi Balbi cominciò ad operare nell'Altomilanese, sia solo per privati sia per le amministrazioni pubbliche. Sono suoi ad esempio il Pubblico Macello di Busto Arsizio, il Pubblico Macello di Legnano e i Bagni Popolari Coperti di Legnano.
A quanto pare non era assiduo alla pubblicazione dei suoi progetti e delle sue realizzazioni, anche se la sua biblioteca, andata dispersa, era molto fornita di libri e di riviste di architettura qualificate.
Sono suoi il Calzaturificio Giuseppe Borri e l'edificio dell'attuale Museo del Tessile e della Tradizione Industriale di Busto Arsizio, facente parte dell'Ex-Cotonificio Bustese.
Fu sindaco di Marnate dal 1904 al 1914. Quando lo stile Liberty dilagò, ormai il Crespi Balbi era un professionista affermato, con idee e metodi ben precisi che discendevano soprattutto dalla lezione boitiana. Egli inoltre si rivelò, nel suo magniloquente eclettismo, un formidabile portavoce di coloro per i quali il bello deve essere necessariamente eccezionale, complesso, prezioso.
Proprio in questo senso vanno le ville Ottolini (Villa Ottolini-Tosi e Villa Ottolini-Tovaglieri), frutto non lieve di compromessi stilistici, che restano a testimoniare i gusti della nuova classe imprenditoriale. Queste due spettacolari ville dimostrano in modo assai chiaro le improbabili convinzioni del professionista verso lo stile Liberty, stile che dimenticò tranquillamente, appena se ne presentò l'occasione. Infatti le sue opere hanno dei caratteri quasi ripresi dall'ordito compositivo rinascimentale o con ambigui riferimenti al Medioevo.
Oltre alle Ottolini, Crespi Balbi costruì molte altre ville a Busto Arsizio: la  villa Milani in via Carducci, la villa Comerio all'inizio di via Silvio Pellico.
Ma al Crespi Balbi a Busto furono affidati anche molti lavori dalle committenze ufficiali: nel 1899 fu incaricato del progetto per le scuole Carducci e più tardi per le scuole Manzoni sul prato di San Michele. Fu anche il direttore dei lavori per la costruzione del nuovo ospedale, tra il 1912 e il 1914, progettò la chiesa di San Giuseppe.
Altri lavori lo impegnarono nei restauri della chiesa di San Giovanni e, su incarico di Monsignor Borroni, ne progettò i battenti principali. In piazza Garibaldi a Busto Arsizio costruì forse una delle sue opere più significative: il caseggiato Candiani, ristrutturato nel 1974.
Fuori Busto il Crespi Balbi fu autore del cimitero di Olgiate Olona, inaugurato nel 1908 e di molte ville sparse nei comuni dell'Altomilanese.
Il nome di Camillo Crespi Balbi, probabilmente anche a causa di un incidente giudiziario, scomparve dalle cronache d'architettura a partire dai primi anni '20. Morì, dimenticato, nel 1932.